# Mr. Monk Gets on Board
Mr. Monk Gets on Board è il diciassettesimo romanzo basato sulla serie televisiva Detective Monk. È stato pubblicato il 7 gennaio 2014. Come gli altri romanzi, la storia è narrata da Natalie Teeger, l'assistente di Adrian. Si tratta del secondo romanzo della serie ad essere scritto da Hy Conrad.

## Trama
Natalie completa dei requisiti e riceve una licenza come investigatrice privata, e partecipa a un seminario di lavoro in mare con Adrian. Quando suona l'allarme e la nave getta l'ancora, scoprono il cadavere del direttore della crociera in mare. Trovano delle tracce di alcol nel suo organismo, quindi la sua morte è considerata un incidente, anche se Monk non ne è convinto.

## Personaggi
- Adrian Monk: il detective protagonista del romanzo, interpretato nella serie da Tony Shalhoub
- Natalie Teeger:assistente di Adrian e narratrice del racconto, interpretata nella serie da Traylor Howard

## Accoglienza
Il West Orlando News ha elogiato il libro e l'ha raccomandato a tutti i fan della serie televisiva.